# باجاديان
باجاديان (بالإنجليزية: Pagadian) هي مدينة في الفلبين، تتبع زامبوانجا ديل سور، هي عاصمة زامبوانجا ديل سور، بلغ عدد سكانها 186٬852  نسمة، في 1 مايو 2010، تبلغ مساحتها 378٫80 كيلومتر مربع، رمزها البريدي هو 7016.

## معرض صور

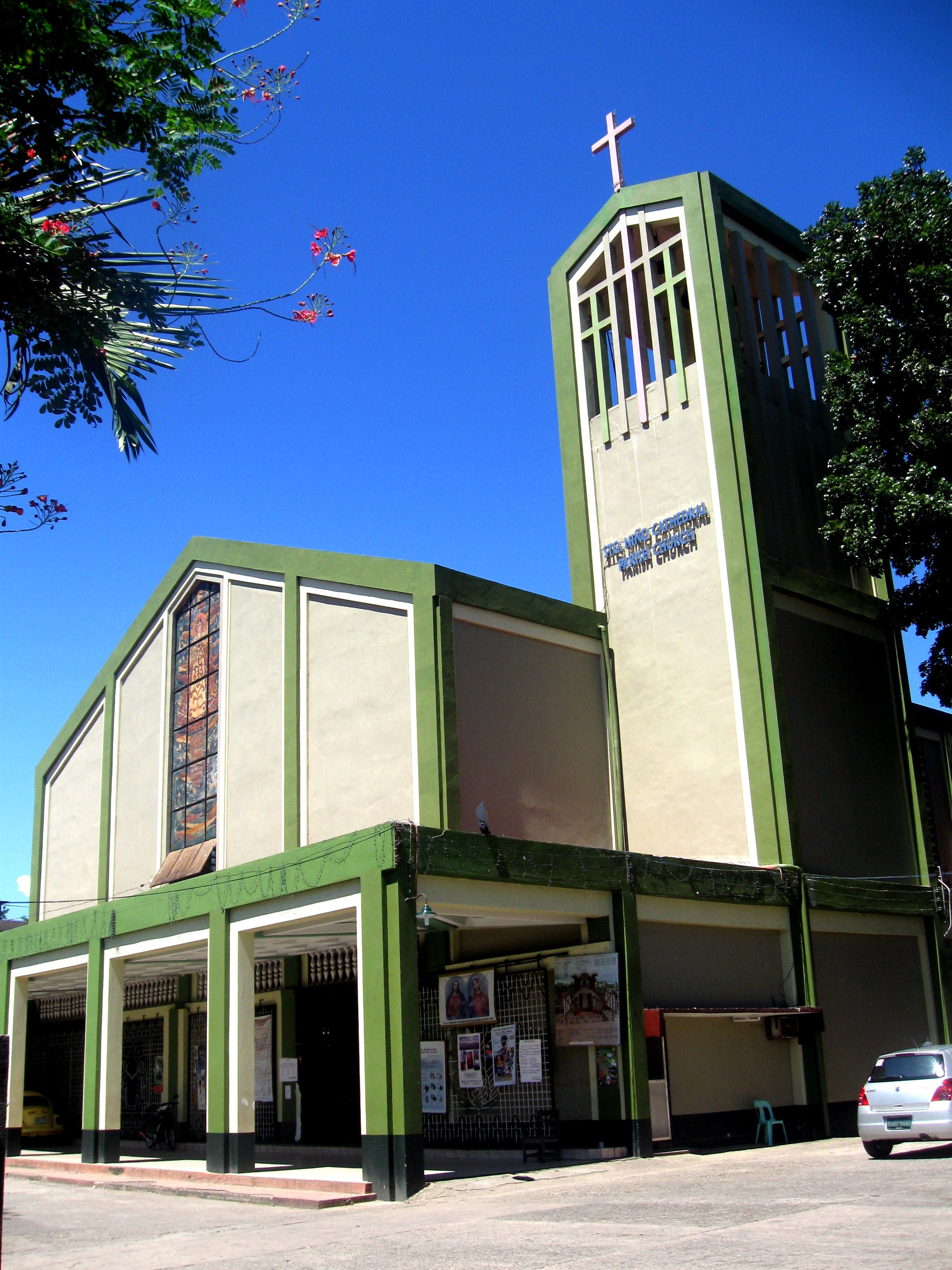
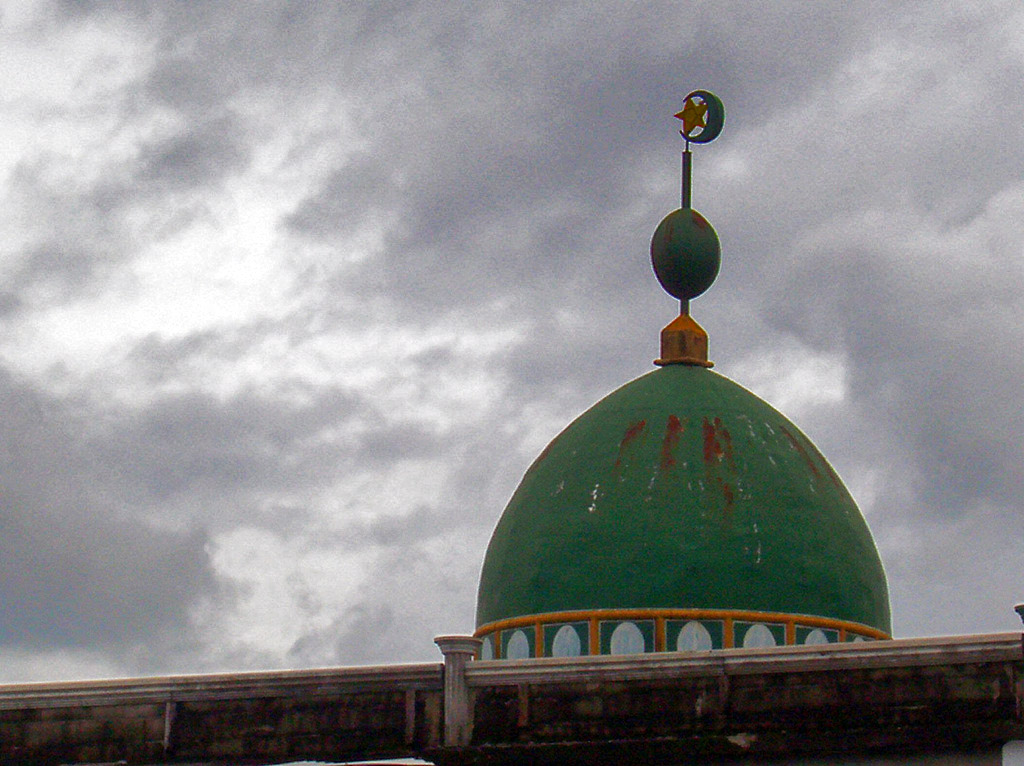
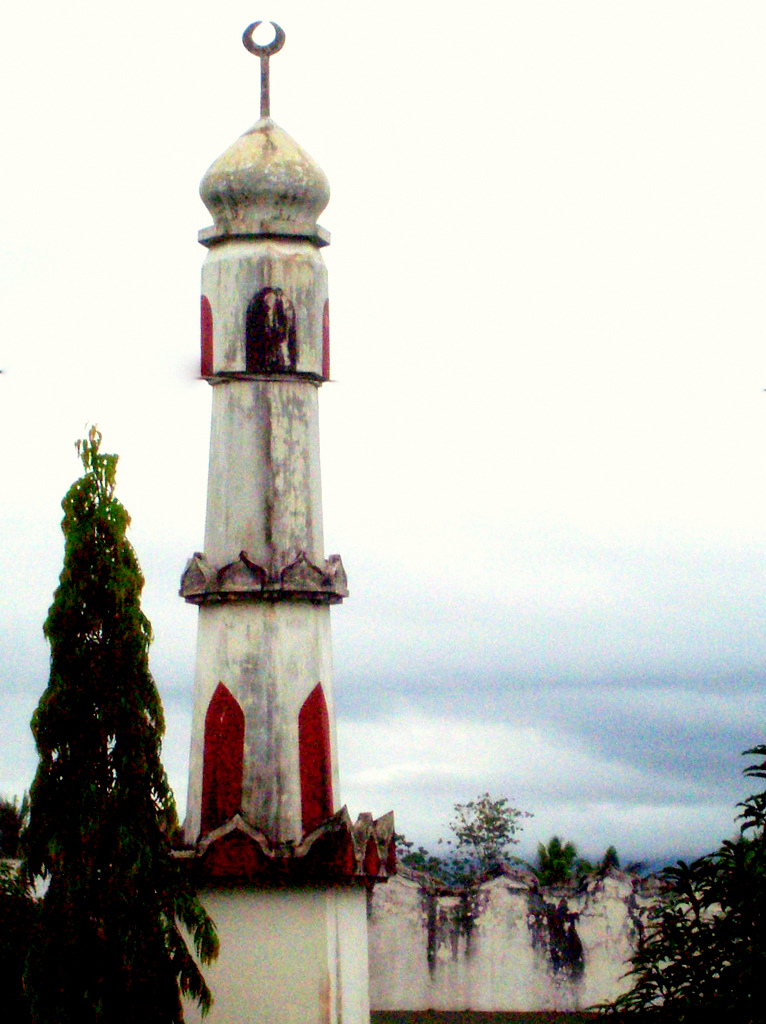

## الموقع
تشترك في الحدود مع:
- Midsalip [الإنجليزية]‏
- Dumalinao [الإنجليزية]‏
- Tigbao, Zamboanga del Sur [الإنجليزية]‏
- Lakewood, Zamboanga del Sur [الإنجليزية]‏
- Labangan [الإنجليزية]‏.